# Amineptin
Amineptin, vrsta psihotropne tvari. Uvršten je u Hrvatskoj na temelju Zakona o suzbijanju zlouporabe droga na Popis droga, psihotropnih tvari i biljaka iz kojih se može dobiti droga te tvari koje se mogu uporabiti za izradu droga, pod Popis droga i biljaka iz kojih se može dobiti droga, pod 2. Popis psihotropnih tvari i biljaka, Odjeljak 2 - Psihotropne tvari sukladno Popisu 2. Konvencije UN-a o psihotropnim tvarima iz 1971. godine. Kemijsko ime je 7-[(10,11-dihidro-5H-dibenzo[a,d]ciklohepten-5-il)amino]heptanska kiselina.